# Juvenia Studia
Juvenia Studia — щорічний збірник студентських наукових праць Навчально-наукового інституту історії, етнології та правознавства імені О. М. Лазаревського Чернігівського національного педагогічного університету імені Т. Г. Шевченка.
Вже побачили світ чотири номери видання, останнє з яких в форматі електронного наукового видання.

## Автори та наукові розвідки
Авторами наукових статей збірнику є студенти 2-5 курсів та студенти магістратури Навчально-наукового інституту історії, етнології та правознавства імені О. М. Лазаревського Чернігівського національного педагогічного університету імені Т. Г. Шевченка.
У збірнику праць публікуються результати найкращих наукових досліджень з історії, історичного краєзнавства, етнології, правознавства та педагогіки студентів інституту, які переважно були оприлюднені в формі доповідей на XIV—XVIII Наукових конференціях молодих вчених і студентів Навчально-наукового інституту історії, етнології та правознавства імені О. М. Лазаревського Чернігівського національного педагогічного університету імені Т. Г. Шевченка.

## Редколегія збірника
- Кеда Марина Костянтинівна, кандидат історичних наук, доцент кафедри всесвітньої історії Навчально-наукового інституту історії, етнології та правознавства імені О. М. Лазаревського Чернігівського національного педагогічного університету імені Т. Г. Шевченка (голова редколегії).
- Петровська Юлія Михайлівна, кандидат історичних наук, доцент кафедри правових дисциплін Навчально-наукового інституту історії, етнології та правознавства імені О. М. Лазаревського Чернігівського національного педагогічного університету імені Т. Г. Шевченка (заступник голови редколегії).

- Коваленко Олександр Борисович, кандидат історичних наук, професор, директор Навчально-наукового інституту історії, етнології та правознавства імені О. М. Лазаревського Чернігівського національного педагогічного університету імені Т. Г. Шевченка (відповідальний за випуск ) .